# Elisabeth Shue
Elisabeth Judson Shue (Wilmington, Delaware, 6 de octubre de 1963) es una actriz de cine y televisión estadounidense. Candidata al Óscar, los Globos de Oro, los Premios BAFTA y a los Premios del Sindicato de Actores, es conocida por sus intervenciones juveniled en películas de la década del 80 y 90 como The Karate Kid (1984), Cocktail (1988), Back to the Future Part II (1989), Back to the Future Part III (1990), Leaving Las Vegas (1995), The Saint (1997), Hollow Man (2000), Piranha 3D (2010) y Cobra Kai 3era Temporada (2021).

## Biografía
Shue nació en Wilmington, Delaware, el 6 de octubre de 1963, en el seno de una familia de clase media. Es hija de Anne Wells, agente de banca y de James Shue, abogado y agente inmobiliario, quienes se divorciaron cuando ella tenía once años. Su padre era un activista republicano que intentó ser elegido para el Senado por el estado de Nueva Jersey. Es, además, hermana del también actor Andrew Shue.
Shue se graduó en la Columbia High School en la localidad de Maplewood, Nueva Jersey, y posteriormente fue a la Universidad de Harvard en 1985, en la que se graduaría años más tarde tras un paréntesis en el cual inició su carrera como actriz. Durante sus estudios en Columbia y tras el divorcio de sus padres, ganó dinero haciendo de modelo en televisión. Shue se convirtió en una cara familiar en anuncios de Burger King, De Beers y Hellmann's.

## Carrera
En 1984 llegó su auténtico debut como protagonista con Karate Kid (1984), haciendo de la novia de Daniel LaRusso (Ralph Macchio). Al mismo tiempo, hizo otros papeles en películas como Call to Glory (1984), rodada para ser emitida en televisión. Continuó su carrera actuando en Adventures in Babysitting (1987) y obtuvo su primer papel protagonista en la cinta Cocktail (1988), protagonizada por Tom Cruise. Más tarde llegarían las secuelas de Back to the Future, en las que interpretaría a Jennifer Parker, la pareja del personaje interpretado por Michael J. Fox.
En los años 90 la actriz empezó a aceptar papeles más arriesgados. Participó en Marrying Man (1991) con Alec Baldwin y Kim Basinger, pero la cinta fue duramente castigada por gran parte de la crítica. Después tuvo un papel protagonista en Heart and Souls, de 1993, junto a Robert Downey Jr. Le siguió Leaving Las Vegas (1995), junto a Nicolas Cage. Su interpretación le valió una nominación al Óscar a la mejor actriz, Globo de Oro a la mejor actriz de drama, al BAFTA a la mejor actriz y al Premio del Sindicato de Actores a la mejor actriz protagonista. Después de este éxito intervino en títulos como Desconstructing Harry (1997), de Woody Allen, The Saint, (1997) con Val Kilmer y la cinta de suspenso Hollow Man (2000), en la que compartió cartel con Kevin Bacon y que recaudó 190 millones de dólares en todo el mundo. Ya en la década de los 2000 intervino en la película de suspenso Hide and Seek (2005), con Robert De Niro, y en Dreamer: Inspired by a True Story (2005), con Kurt Russell y Dakota Fanning, que fue alabada por la mayoría de la prensa cinematográfica.
Después de estos títulos vendrían otros sin ningún tipo de repercusión en la taquilla internacional o en la crítica cinematográfica hasta que en el año 2010 intervino en tres nuevas películas: Walking Madison (2010), Janie Jones (2010), junto a Abigail Breslin, y el remake de Piranha (1978) titulado Piranha 3D (2010), rodada en formato 3D y con actores como Richard Dreyfuss, Christopher Lloyd y Jerry O'Connell. Esta última cinta recibió en su mayoría excelentes comentarios.
En 2012 se incorporó al elenco estable de la serie CSI: Crime Scene Investigation en reemplazo de Marg Helgenberger.
Más recientemente, participó en la serie para YouTube premium y Netflix Cobra Kai remake de la franquicia de películas Karate kid y que se estrenó el 1 de enero del 2021 en estas plataformas.

## Filmografía

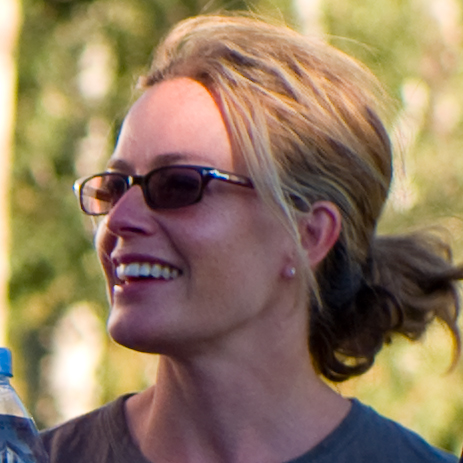
Shue el 17 de febrero de 2006.

- 1984: The Karate Kid, de John G. Avildsen.
- 1984: Call to Glory, de Thomas Carter.
- 1986: Link, de Richard Franklin.
- 1987: Adventures in Babysitting, de Chris Columbus
- 1988: Cocktail, de Roger Donaldson.
- 1989: Back to the Future Part II, de Robert Zemeckis.
- 1990: Back to the Future Part III, de Robert Zemeckis.
- 1991: The Marrying Man, de Jerry Rees.
- 1991: Soapdish, de Michael Hoffman.
- 1993: Heart and Souls, de Ron Underwood.
- 1993: Twenty Bucks de Keva Rosenfeld.
- 1994: Radio Inside, de Jeffrey Bell.
- 1994: Justicia a ciegas, de Richard Spence.
- 1995: Leaving Las Vegas, de Mike Figgis.
- 1995: The Underneath, de Steven Soderbergh.
- 1996: The Trigger Effect, de David Koepp.
- 1997: The Saint, de Phillip Noyce.
- 1997: Deconstructing Harry, de Woody Allen.
- 1998: Cousin Bette, de Des McAnuff.
- 1998: Palmetto, de Volker Schlöndorff.
- 1999: Molly, de John Duigan.
- 2000: El hombre sin sombra, de Paul Verhoeven.
- 2001: Amy & Isabelle, de Lloyd Kramer.
- 2002: Tuck Everlasting, de Jay Russell.
- 2004: Mysterious Skin, de Gregg Araki.
- 2005: Hide and Seek, de John Polson.
- 2007: Dreamer: Inspired by a True Story, de John Gatins.
- 2007: Gracie, de Davis Guggenheim.
- 2007: First Born, de Isaac Webb.
- 2008: Hamlet 2, de Andy Fleming.
- 2009: Don McKay, de Jake Goldberger.
- 2010: Walking Madison, de Katherine Brooks.
- 2010: Janie Jones, de David M. Rosenthal.
- 2010: Hope Springs, de David Frankel.
- 2010: Piranha 3D, de Alexandre Aja.
- 2012: House at the End of the Street, de Mark Tonderai.
- 2012: Persiguiendo Mavericks, de Curtis Hanson y Michael Apted.
- 2013: Behaving Badly, de Pamela Bender.
- 2017: Death Wish, de Eli Roth.
- 2017: The Battle of Sexes, de  Jonathan Dayton y Valerie Faris
- 2018: Death Wish como Lucy Kersey
- 2019: Greyhound como Eva Krause
- 2019-2020: The Boys como Madelyn Stillwell
- 2021: Cobra Kai como Ali Mills

## Premios y distinciones
Premios Óscar
| Año  | Categoría    | Película          | Resultado |
| ---- | ------------ | ----------------- | --------- |
| 1996 | Mejor actriz | Leaving Las Vegas | Candidata |

Globos de Oro
| Año  | Categoría             | Película          | Resultado |
| ---- | --------------------- | ----------------- | --------- |
| 1995 | Mejor actriz de drama | Leaving Las Vegas | Candidata |

Premios BAFTA
| Año  | Categoría               | Película          | Resultado |
| ---- | ----------------------- | ----------------- | --------- |
| 1996 | BAFTA a la mejor actriz | Leaving Las Vegas | Candidata |

Premios del Sindicato de Actores
| Año  | Categoría    | Película          | Resultado |
| ---- | ------------ | ----------------- | --------- |
| 1996 | Mejor actriz | Leaving Las Vegas | Candidata |